# 수전 라이스
수전 엘리자베스 라이스(Susan Elizabeth Rice, 문화어: 수잔 라이스, 1964년 11월 17일 ~ )는 미국의 민주당 정치인이자 외교관으로 버락 오바마 행정부 아래에서 유엔 주재 미국 대사와 국가안보보좌관을 지냈다.

## 어린 시절
워싱턴 D. C.에서 아프리카계 미국인 에밋 J. 라이스와 자메이카 이민자의 딸 로이스 딕슨 피트에게 태어났다. 라이스의 가족은 워싱턴 엘리트 중에 명성을 얻었는 데 모친 로이스가 브루킹스 연구소에서 교육 정책 연구원과 객원 학자인 동안에 부친 에밋은 코넬 대학교의 경제학 교수이며 연방준비제도의 전 이사이다. 라이스의 부모는 그녀가 10세때 이혼하였다.
성장하는 동안 라이스의 가족은 가끔 저녁 탁자에서 정치와 외교 정책에 관하여 얘기하였다. 모친의 직업은 또한 지방 학교부에 라이스의 모친이 섬긴 매들린 올브라이트를 포함한 집안을 통하여 두드러진 인물들을 데려오기도 하였다. 올브라이트는 후에 라이스와 개인적과 프로적 인생에서 추축의 인물이 되었다.
라이스는 워싱턴 D. C.에 있는 예비 학원인 내셔널 캐서더럴 학교에서 수학하였다. 그녀는 학문에서 뛰어나 자신의 학급 졸업생 대표가 되었고 학생 회의의 회장으로서 정치적 범위에 자신의 소질을 보였다. 그녀는 또한 육상을 사랑하기도 하였으며 3개의 다른 스포츠에 나가 농구 팀에 스타 포인트 가드가 되었다.
졸업 후, 라이스는 캘리포니아주 팔로알토에 있는 스탠퍼드 대학교에서 수학하였다. 대학에서 그녀는 자신을 최우수로 밀어넣었다. 그녀는 관료적 명예들과 대학 수훈을 얻었을 뿐만 아니었으나 또한 해리 S. 트루먼 장학생이 되어 로즈 장학금을 벌었다. 그녀는 자신의 대학이 남아프리카 공화국에서 비지니스를 하는 회사들에서 자신들의 투자들을 멈추거나 국가가 아파르트헤이트를 끝낼 때까지 동문의 기증을 보류한 기금을 창조랄 때 최고 행정관들의 우두머리로 되었다.

## 외교에 흥미들을 가지며
1986년 역사학에서 자신의 학사 학위를 받은 후, 그녀는 영국으로 건너가 옥스퍼드 대학교 뉴 칼리지에서 수학하였다. 여기서 그녀는 국제 관계에서 철학 석사와 철학 박사 학위를 취득하였고, 로디지아의 백인 통치로부터 변천을 시험한 학위 논문을 썼다. 그녀의 논문은 국제 관계의 분야에서 영국에서 가장 저명한 박사 논문을 위한 채덤 하우스 영국 국제학 협회 상은 물론 영연방의 역사의 분야에서 뛰어난 연구로 왕립 연방 사회의 월터 프리원 로드 상을 수상하였다.
그녀는 1990년 자신의 공부를 끝내고 캐나다 토론토에서 매킨지 앤드 컴퍼니의 국제 경영 상담자로 일하기 시작하였다. 1992년 9월 12일 그녀는 CBC 방송을 위하여 토론토에서 텔레비전 제작자로 일하던 자신의 스탠퍼드 시절 낭만적 흥미였던 이언 캐머런과 결혼하였다. 라이스가 빌 클린턴 대통령 아래 워싱턴 D. C.에서 국가안보국과 함께 직업을 차지할 때까지 부부는 1993년까지 캐나다에서 살았다.
라이스는 국제 기구들과 국가안보국을 위한 평화 유지의 국장으로서 일하기 시작하여 르완다를 방문할 때 "가장 타는 듯한 경험"으로 자신을 불렀다. 그녀는 1995년 아프리카 정세를 위한 정세부장과 최고 국장을 위한 특별 조언자로서 새로운 직위로 자신의 평화 유지 지위로부터 배운 교습들을 차지하였다.

## 정부의 임명들
그녀는 자신의 친구이자 선도자인 매들린 올브라이트가 1997년 라이스를 아프리카 정세를 위한 보조 차관의 직위를 위하여 라이스를 추천할 때 빠르게 자신의 동배들과 베테랑 공무원들의 위로 승진하였다. 자신의 임명과 함께 그녀는 최연소 보조 차관들 중의 하나가 되었다. 많은 연상의 정치인들은 직위에 젊은 여성을 두는 것과 불동의하여 그녀가 연상의 남성 지도자들과 다룰 수 없을 것이라고 주장하였다. 그녀는 라이스는 자신의 지도, 솔직한 의견과 사람들을 탁자의 자신의 쪽으로 데려오는 능력을 위한 평판을 개발하였다.
이 직위에서 자신의 10년간 동안 그녀는 또한 과격파 단체 알 카에다의 활동들과 잘 알리게 되었으며, 1998년 탄자니아와 케냐에서 미국 대사관들의 테러리스트 폭격이 일어난 동안 아프리카 논쟁들을 위하여 최고 외교관이었다.

## 브루킹스 연구원과 유엔 주재 대사

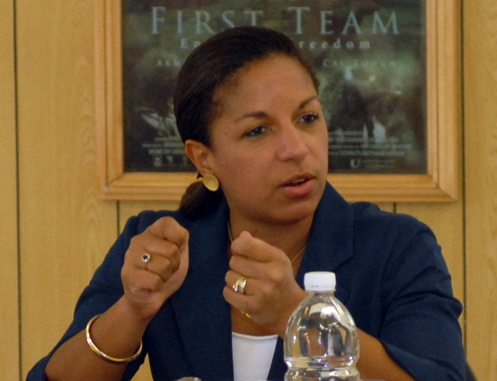
유엔 대사 시절 이라크에 주둔한 MND-B 부대를 방문한 라이스

라이스는 워싱턴 D. C.에 기지를 둔 비영리적인 공동의 정책 기구인 브루킹스 연구소를 위하여 외교 정책에서 고위급 연구원이 되는 데 2002년 공동적 분야를 떠났다. 그 파견은 그들이 찾는 것들에 기초를 둔 정부에 독립적인 연구와 추천들을 마련하는 것이다. 연구원으로서 라이스는 지구촌의 빈곤의 연루와 다구적 안정 위협들은 물론, 약하고 실패하는 상태들에 미국의 외교 정책에 연구에서 전문적이었다.
라이스는 버락 오바마의 대통령 선거 운동이 있는 동안 오바마에게 고위급 외교 정책 조언자가 되는 데 2008년 브루킹스 연구소로부터 휴가를 택하였다. 그해 11월에 오바마의 성공적인 선거가 치러진 후, 라이스는 유엔 주재 미국 대사가 되는 데 후보였다. 2009년 1월 22일 그녀는 미국 상원에 의하여 확증되어 자신을 아프리카계 미국인 여성 최초의 유엔 대사로 만들었다.
가끔 간섭주의의 태도를 채택한 라이스는 이란과 조선민주주의인민공화국, 그리고 리비아에서 군사적 활동에 대항하는 처벌들을 위한 유엔의 찬성을 얻는 노력들에서 성공적이었다. 하지만 그녀는 또한 2012년 9월 리비아 벵가지에서 2개의 미국 시설들의 공격에 이어 비판을 끌어넣기도 하였다. 그녀는 그일이 후에 과격파 단체의 작업으로 드러났어도 시초적으로 그일이 모욕적인 인터넷 동영상에 항의하는 데 자라났다고 말하였다.

## 국가안보보좌관 시절

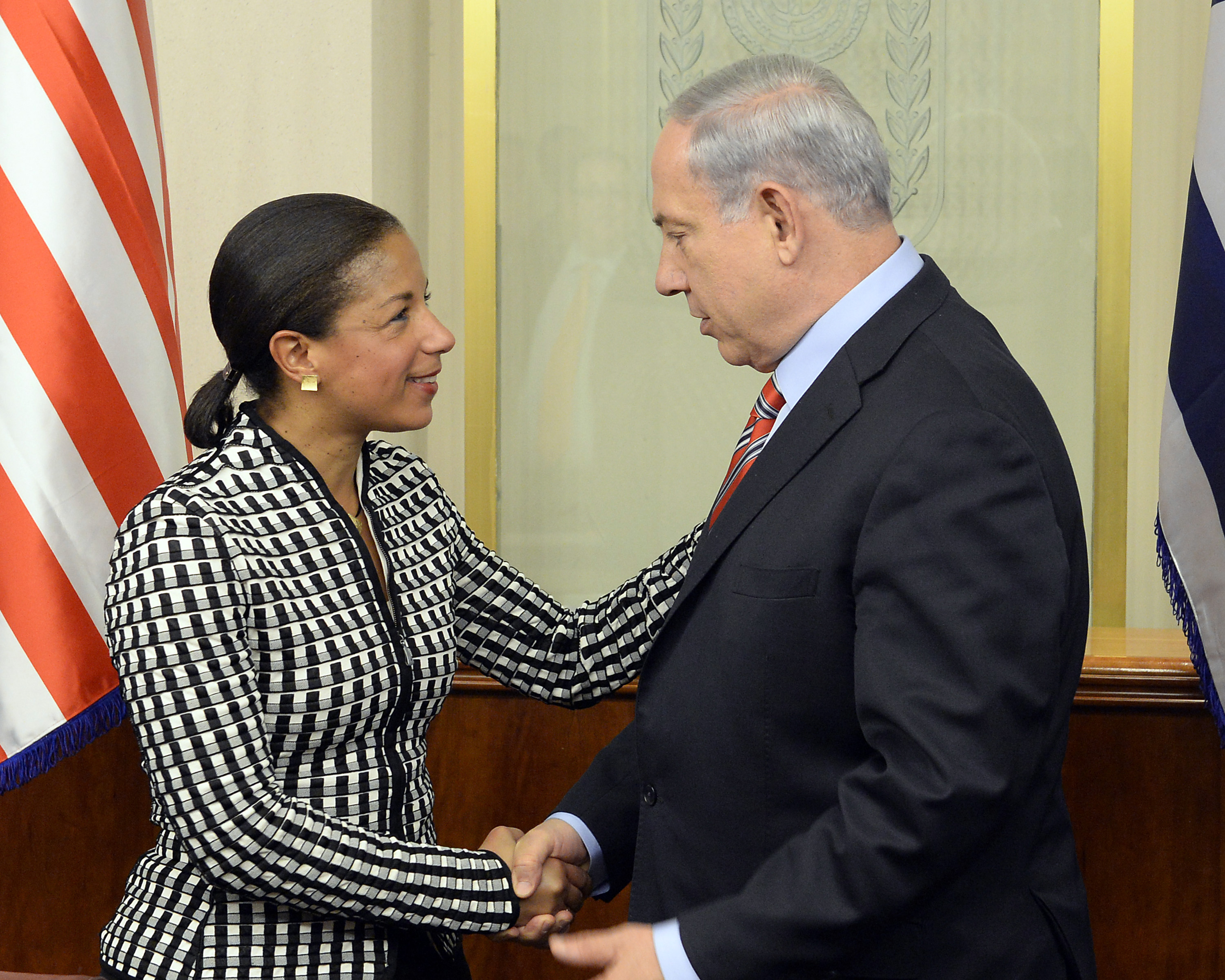
라이스 국가안보보좌관이 이스라엘을 방문하여 베냐민 네타냐후 총리의 영접을 받는 모습

2013년 6월 오바마 대통령에 의하여 톰 도닐론의 뒤를 이으는 데 국가안보보좌관으로 임명되었다. NBC 뉴스에 의하면 자신의 새 역할을 알리는 데 워싱턴 D. C.에서 이벤트가 열리는 동안 그녀는 "난 당신의 국가안보보좌관으로서 국가를 섬기는 데 깊게 명예를 받았다."고 진술하였다.
공고가 만들어진 후 곧 오바마 대통령은 성명에서 가장 새로운 보좌관과 일하는 데 자신의 흥분을 표현하였다. 그는 "나는 나의 두번째 임기 기간에 국가 안보 팀을 이끄는 나의 편에 근가 돌아올 것에 완전히 감동을 받았다."고 말하였다.
자신의 역할에 라이스는 중동에서 이슬람 국가와 진행되는 전투, 시리아에서 지속되는 내전, 러시아의 크림반도 합병과 시리아에서 연루를 통하여 그 나라로부터 늘어난 공격성과 중화인민공화국의 초강대국으로서 출현에 의하여 특정을 지은 기간 동안에 보도와 군사적 노력들의 조정을 감시하였다. 행정부 안에서 강한 영향력을 휘두르는 보고에 의하면 그녀는 이란 핵무기의 봉쇄 같은 논점들에 전념과 함께 중동으로 대량의 군사 전개를 보유하는 대통령의 전망을 나누었다.

## 누설된 논쟁
2017년 초순에 국가안보보좌관으로서 자신의 재직 기간이 결말을 지었어도 라이스는 2016년 미국 대통령 선거 운동이 일어나는 동안 러시아의 간섭으로 진행되는 조사들의 결과로서 뉴스로 다시 휩쓸어 들어갔다.
4월 오바마 행정부에 의하여 도청의 고발들을 징수한 후, 도널드 트럼프 대통령은 외국 공무원들의 전자 감시에서 잡힌 미국인들의 신분들을 누설된 것으로 라이스에 처분하였다.
라이스는 격렬하게 그 고발들을 부인하였고, 그 미국인들의 신분들을 자신이 추구하는 것을 확증하거나 부인하는 것을 거부한 동안 그녀는 국가안보보좌관의 지배권 안에서 전체적으로 하는 것이라고 주장하였다. MSNBC 인터뷰에서 "진술은 아무튼 오바마 행정부의 공무원들이 정치적 목적들을 위하여 정보를 이용한 것이다"며 "그것은 완전히 잘못된 것이다."고 말하였다.
라이스와 그녀의 남편은 2명의 자녀를 두어 현재 워싱턴 D. C.에서 살고 있다.